# Prohibition Party
Die Prohibition Party (Deutsch: „Prohibitionspartei“ oder „Verbotspartei“) ist eine US-amerikanische Partei, die gegen den Verkauf von Alkohol eintritt und einer der Fürsprecher der Abstinenzbewegung war.
Obwohl die Partei nie zu den führenden politischen Gruppierungen der USA zählte, hatte sie im ausklingenden 19. Jahrhundert und beginnenden 20. Jahrhundert großen Einfluss. Das Parteimitglied Susanna M. Salter wurde 1887 in Argonia, Sumner County in Kansas erste Bürgermeisterin in den Vereinigten Staaten.

## Geschichte

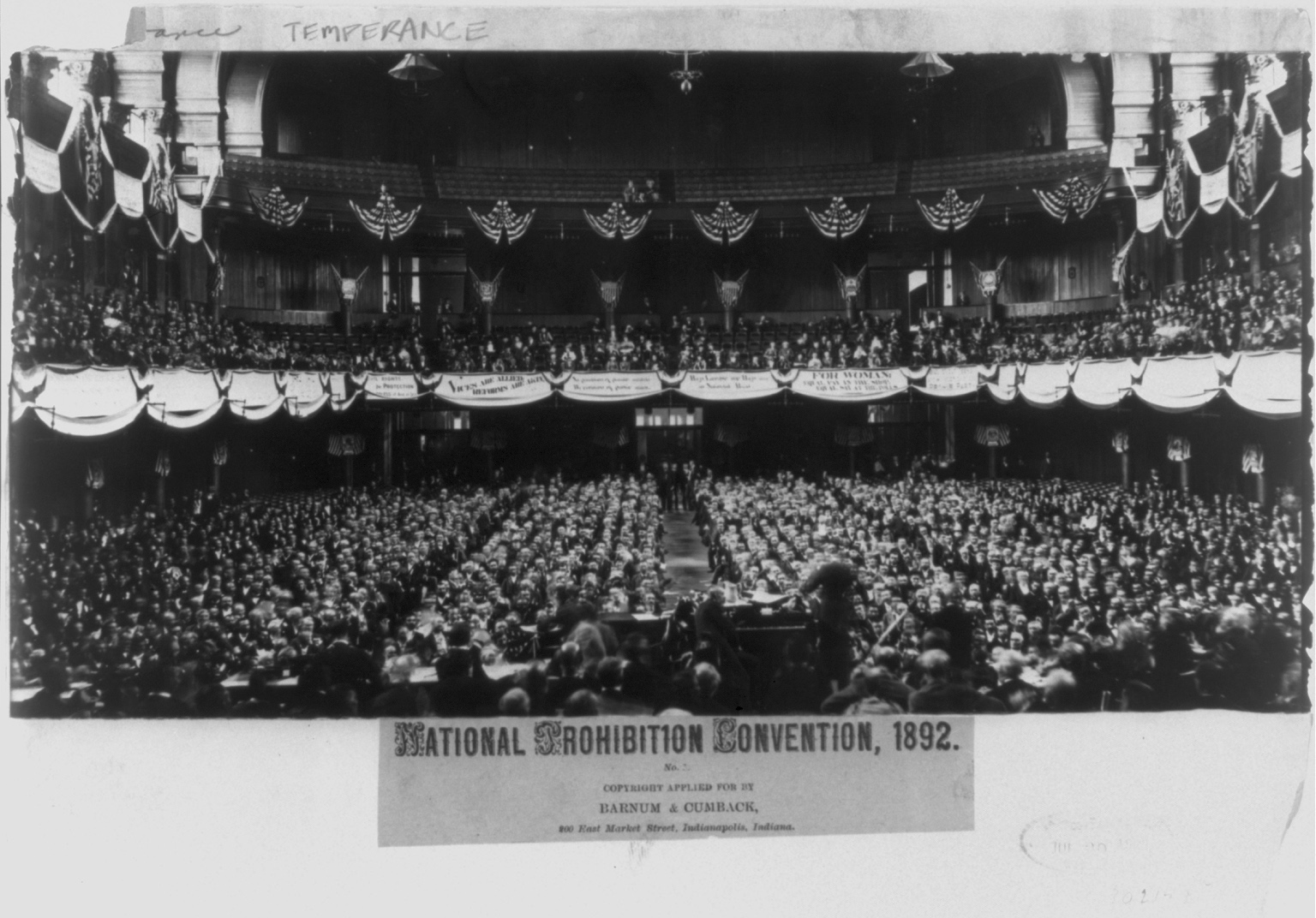
National Prohibition Convention 1892 in Cincinnati, Ohio

Die 1869 gegründete Partei erzielte einige Erfolge im Verbot von diversen Alkoholsorten, den größten verbuchte sie 1919, als der 18. Zusatzartikel zur Verfassung der Vereinigten Staaten verabschiedet wurde, welcher die Ära der Alkoholprohibition einleitete. Dieser Artikel verbot die Herstellung, den Transport, Verkauf sowie Im- und Export von Alkohol. Durch die Aufnahme der Prohibition in die Verfassung hatte die Prohibition Party ihr Hauptziel erreicht und mangels anderer politischer Themen nahm ihre Bedeutung in der Folge ab. In der Öffentlichkeit wurde die Ära der Prohibition jedoch als große Zeit des organisierten Verbrechens, der Speakeasies, und des Schmuggels (Rum-running und bootlegging) wahrgenommen. Beim Eintritt der Weltwirtschaftskrise 1929 hatte die Idee der Prohibition schon stark an Popularität in der Öffentlichkeit eingebüßt und mit dem 21. Zusatzartikel zur Verfassung der Vereinigten Staaten wurde sie 1933 wieder abgeschafft. Die Prohibition Party verfiel der politischen Bedeutungslosigkeit.
Die Partei, die 1977–1980 unter dem Namen National Statesman Party existierte, gibt es heute noch. Da sie seit 1872 zu jeder Präsidentschaftswahl einen Kandidaten nominierte, gilt sie als die drittälteste politische Partei der USA (nach den Republikanern und Demokraten). 2003 gab es einen parteiinternen Streit um den Langzeitparteivorsitzenden Earl Dodge (verstorben 2007).

## Gewählte Offizielle
- Sidney Johnston Catts – Gouverneur von Florida (1917–1921)
- Charles Hiram Randall – Abgeordneter des Staates Kalifornien (1911–1912) und Mitglied im Repräsentantenhaus (1915–1921)
- Susanna M. Salter – Bürgermeisterin von Argonia, Kansas (1887): Die erste US-Bürgermeisterin
- James Hedges – Thompson Township, Fulton County, Pennsylvania, Steuerbeamter (2002–2007)[1]

## Präsidentschaftskandidaten
| - 1872: James Black - 1876: Green Clay Smith - 1880: Neal Dow - 1884: John St. John - 1884: Clinton B. Fisk - 1892: John Bidwell - 1896: Joshua Levering - 1900: John G. Woolley - 1904: Silas C. Swallow - 1908: Eugene W. Chafin | - 1912: Eugene W. Chafin - 1916: Frank Hanly - 1920: Aaron S. Watkins - 1924: Herman P. Faris - 1928: William F. Varney - 1932: William D. Upshaw - 1936: D. Leigh Colvin - 1940: Roger Babson - 1944: Claude A. Watson - 1948: Claude A. Watson | - 1952: Stuart Hamblen - 1956: Enoch A. Holtwick - 1960: Rutherford Decker - 1964: E. Harold Munn - 1968: E. Harold Munn - 1972: E. Harold Munn - 1976: Ben Bubar - 1980: Ben Bubar - 1984: Earl Dodge | - 1988: Earl Dodge - 1992: Earl Dodge - 1996: Earl Dodge - 2000: Earl Dodge - 2004: Gene Amondson - 2008: Gene Amondson - 2012: Jack Fellure - 2016: James Hedges - 2020: Phil Collins |